# Ismaïl Youssef
Pour les articles homonymes, voir Youssef.
Ismail Youssef Awadallah Mohamed (arabe : إسماعيل يوسف), né le 28 juin 1964 en Égypte, est un joueur de football professionnel égyptien qui évoluait au poste de milieu de terrain.

## Biographie
Il a joué toute sa carrière pour le club égyptien de Zamalek entre 1983 et 1998.
En novembre 2007, il sera nommé entraîneur d'El Gouna FC après le limogeage de Ramadan El Sayed à la tête du club.

## Palmarès

### Joueur
- Zamalek
  - 4 Championnats d'Égypte (83/84-87/88-91/92-92/93)
  - 1 Coupes d'Égypte (87/88)
  - 4 Ligues des champions de la CAF (84-86-93-96)
  - 2 Supercoupes d'Afrique (1994-1997)
  - 2 Coupe Afro-Asiatique (1988-1997)

### Manager
- Égypte espoirs
  - Coupe d'Afriques des nations espoirs 2003